# Valerie Tian
Valerie Tian (Vancouver, Columbia Británica; 21 de abril de 1989) es una actriz canadiense de origen chino. Es conocida por papeles en películas como Drillbit Taylor, Juno, Long Life, Happiness & Prosperity y Wake of Death.

## Filmografía

### Películas
| Año  | Título                                        | Personaje               | Observaciones                        | Ref(s) |
| ---- | --------------------------------------------- | ----------------------- | ------------------------------------ | ------ |
| 2002 | Long Life, Happiness & Prosperity             | Mindy Lum               | Protagonista                         | [ 1 ]  |
| 2002 | Santa Cláusula 2: La navidad corre en peligro | Elfa                    | Apariencia de cameo                  |        |
| 2003 | X-Men 2                                       | X-Niño                  | Apariencia de cameo                  |        |
| 2004 | Justa venganza                                | Kim                     | Protagonista                         |        |
| 2005 | Bob el mayordomo                              | Stophie                 | Coprotagonista                       |        |
| 2005 | Amigas Inseparables                           | Entrevistadora #1       | Papel menor                          |        |
| 2007 | Anna's Storm                                  | Franny                  | Papel menor Película para television |        |
| 2007 | Los 4 Fantásticos y Silver Surfer             | Adolescente de New York |                                      |        |
| 2007 | Juno: Embarazada por accidente                | Su-Chin                 | Coprotagonista                       |        |
| 2008 | Guardaespaldas escolar                        | Brooke                  | Coprotagonista                       |        |
| 2008 | El funeral de la señora Chiao                 | Emily                   | Papel secundario                     |        |
| 2009 | Diabólica Tentación                           | Chastity                | Papel menor                          |        |
| 2010 | Percy Jackson y el ladrón del rayo            | Chica                   | Apariencia de cameo                  |        |
| 2010 | Siempre a mi lado                             | Chica en juguetería     | Apariencia de cameo                  |        |
| 2010 | Desafío                                       | Kayla                   | Papel menor                          |        |
| 2010 | La mansión Wolfberg                           | Debbie                  | Papel secundario                     |        |
| 2010 | The Untitled Michael Jacobs Pilot             | Ella misma              | Papel secundario                     |        |
| 2011 | The Moth Diaries                              | Charley                 | Protagonista                         |        |
| 2012 | Comando Especial                              | Burns                   | Papel menor                          |        |
| 2013 | Síndrome postdivorcio                         | Kieko                   | Papel secundario                     |        |
| 2013 | Lecciones de amor                             | Emily                   | Coprotagonista                       |        |
| 2015 | Even Lambs Have Teeth                         | Mandy                   |                                      |        |
| 2015 | Beyond Redemption                             | Dodo                    |                                      |        |
| 2016 | Encuéntrame                                   | Estudiante              |                                      |        |

### Televisión
| Año       | Título                                      | Personaje          | Observaciones                        |
| --------- | ------------------------------------------- | ------------------ | ------------------------------------ |
| 2003      | Black Sash                                  | Claire Rodgers     | 5 episodios                          |
| 2011-2012 | La Vida Secreta de la Adolescente Americana | Wendy              | 6 episodios                          |
| 2012-2013 | Flecha                                      | Morgan             | 3 episodios                          |
| 2014      | Motive                                      | Oficial Wendy Sung | 13 episodios                         |
| 2015      | Backstrom                                   | Bethany            | Episodio: «Bogeyman»                 |
| 2016-2020 | Hechiceros                                  | Healer Fay         | 5 episodios                          |
| 2016      | Supernatural                                | Ambriel            | Episodio: «The Devil in the Details» |